# Khariar Road
Khariar Road es una ciudad y comité de área notificada situada en el distrito de Nuapada en el estado de Odisha (India). Su población es de 18967 habitantes (2011). Se encuentra a 393 km de Bhubaneswar.

## Demografía
Según el censo de 2011 la población de Khariar Road era de 18967 habitantes, de los cuales 9526 eran hombres y 9441 eran mujeres. Khariar Road tiene una tasa media de alfabetización del 78,41%, superior a la media estatal del 72,87%: la alfabetización masculina es del 85,21%, y la alfabetización femenina del 71,60%.